# لوله‌گذاری در نای
لوله‌گذاری در نای یا لوله‌گذاری نایی (Tracheal intubation) به معنای قرار دادن یک لوله قابل انعطاف در داخل نای است. اینکار هنگامی صورت می‌گیرد که فرد نیاز به تنفس مکانیکی یا جلوگیری از آسپیراسیون دارد. اینکار توسط پزشک معالج دستور داده می‌شود.

## تکنیک
معمولاً فرد کاندید این کار هشیار نیست (یا به دلیل بیماری یا توسط داروهای هوشبری) چون رفلکس‌های بدن مانع از لوله گذاری می‌شوند. سپس با کمک لارنگوسکوپ با لوله تراشه مناسب لوله گذاری انجام می‌شود. پس از اطمینان از اینکه لوله داخل نای قرار گرفته‌است، لوله ثابت شده انتهای آن به ونتیلاتور یا آمبوبگ وصل می‌شود. این کار در اتاق عمل یا شرایط اورژانس انجام می‌گیرد. البته گاه لوله گذاری با برش غضروف انگشتری غضروف کریکوتیروئید نیز انجام می‌شود.